# عقيدة عسكرية

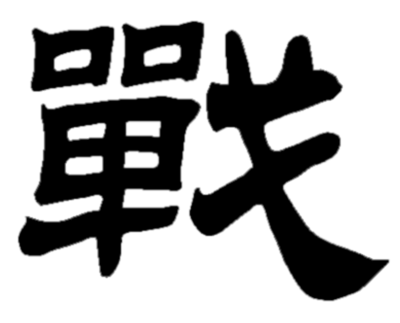

العقيدة العسكرية مصطلح عسكري عام لوصف أداء الوحدات والقوات خلال الحملات والعمليات والمعارك والاشتباكات العسكرية المختلفة، وتشكّل في الأساس خطوط عريضة ومقترحات عملية لتقديم إطار عمل قياسي موحّد داخل المؤسسة العسكرية الواحدة تساعد على إتمام المهام المختلفة أكثر من كونها مجرّد قوانين ونظريات جامدة، كما تعمل على الربط بين النظريات والتاريخ والتجارب والخبرات العملية، كما تهدف لتعزيز التفكير الإبداعي والابتكاري داخل المؤسسة العسكرية لإيجاد حلول غير نمطية في مواجهة المواقف القتالية المتعددة علاوة على إمدادها المؤسسات العسكرية بأساليب قيام القوات المسلحة بتنفيذ العمليات المختلفة ووضع دستور محدد يستخدمه القادة العسكريين وواضعي الخطط القتالية أثناء إدارتهم للمعارك.

## تعريف العقيدة العسكرية
وضع الناتو تعريفًا للعقيدة العسكرية وهو نفسه المُستخدم لدى العديد من الدول الأعضاء دون تعديل: 

في حين جاء تعريف القوات الكندية للعقيدة العسكرية كالآتي: 

كما أتمت هيئة التدريس بجامعة القوات الجوية الأمريكية دراسة حول هذا الشأن عام 1948 لوضع وصف عملي لمصطلح العقيدة العسكرية، جاء فيه: 

تعريف آخر للعقيدة العسكرية جاء به المؤرخ العسكري غاري شيفيلد عضو قسم الدراسات العسكرية بكلية قيادة الخدمات المشتركة والأركان بجامعة كينغز كولدج لندن على لسان الميجور جنرال فولر في وصفه للعقيدة العسكرية عام 1923:
على الجانب السوفيتي، وَرَد تعريف العقيدة العسكرية في قاموس المصطلحات العسكرية الأساسي كما يلي:
وفي توضيح لما سبق، جاء تعريف الشق الاجتماعي السياسي بجميع المسائل المتعلقة بطريقة الأداء والاقتصاديات والقواعد الاجتماعية والأهداف السياسية المتعلقة بالحرب وهو بالتالي الجانب الأكثر تأثيرًا وثباتًا خلال النزاع العسكري، وعليه يتعيّن على الجانب العسكري التقني الالتزام بتحقيق الأهداف السياسية المتوقعة من الحرب، ويتلخّص هذا الجانب في خلق تكوين عسكري وتسليح القوات المسلحة بأحدث الأساليب التقنية والاتزام بالأساليب العلمية الحديثة في تدريب القوات وتوصيف التشكيلات العسكرية وتوظيفها وإدارة العمليات العسكرية المختلفة والحرب بأكملها.
لمزيد من الإيضاح حول التعريفات المختلفة للعقيدة العسكرية طالع مطبوعات الحلفاء المشتركة (AJP)-01(D) الإصدار (دلتا) الصادر في 21 ديسمبر 2010 تحت عنوان NATO's capstone doctrine

## الملاحظات
1. ↑  جون فريدريك تشارلز فولر (1878-1966) ضابط ومؤرخ وإستراتيجي بالجيش البريطاني، اشتهر بوضعه أُسس الحرب المدرّعة الحديثة.

## طالع أيضًا
- الحرب الخاطفة الألمانية
- إستراتيجية
- إستراتيجية كبرى
- إستراتيجية بحرية
- نظم العمليات
- إستراتيجية عسكرية
- مبادئ الحرب
- تكتيك عسكري
- إستراتيجية الأمن القومي في الولايات المتحدة
- عقيدة السياسة الخارجية
- علوم عسكرية
- نظرية عسكرية

## وصلات خارجية
- Joint Electronic Library
- Pentagon Rethinking Old Doctrine on 2 Wars- The New Yoork Times, March 14, 2009.